# Diagnòstic: assassinat
 Diagnòstic: assassinat  (The Carey Treatment) és una pel·lícula estatunidenca dirigida per Blake Edwards, estrenada el 1972. Ha estat doblada al català.
La pel·lícula és una adaptació de la novel·la de Michael Crichton, escrita amb el pseudònim de Jeffery Hudson i apareguda el 1968 amb el títol Extrema Urgència.

## Argument
El doctor Peter Carey arriba al seu nou lloc en un hospital de Bòston, dirigit pel doctor
J D. Randall i on treballa un dels seus amics, el doctor David Tao. Coneix Georgia Hightower, de qui s'enamora. Aviat, s'assabenta de la detenció de Tao, acusat d'haver practicat un avortament il·legal a Karen Randall, filla de J.D., que acaba de morir d'una hemorràgia interna poc després de la seva arribada a les urgències de l'hospital. Convençut de la innocència del seu amic, Carey porta una investigació paral·lela a la del capità Pearson, i descobreix que Karen en realitat no estava embarassada.

## Repartiment
- James Coburn: Dr. Peter Carey
- Jennifer O'Neill: Georgia Hightower
- Pat Hingle: Capità Pearson
- Skye Aubrey: Infermera Angela Holder
- Elizabeth Allen: Evelyn Randall
- John Fink: Dr. Andrew Murphy
- Dan O'Herlihy: Dr. « J.D. » Randall
- James Hong: Dr. David Tao
- Alex Dreier: Dr. Joshua Randall
- Michael Blodgett: Roger Hudson
- Regis Toomey: Dr. Sanderson
- Steve Carlson: Walding
- Rosemary Edelman: Janet Tao
- Jennifer Edwards: Lydia Barrett
- John Hillerman: Dr. Jenkins
- Robert Mandan: Dr. Barr
- Warren Parker: Blaine
- Robie Porter: Harvey William Randall
- Morgan Sterne: Weston
- Melissa Tormé-March: Karen Randall
- Ed Peck (No surt als crèdits): Turnkey / el sergent de policia